# Sẻ thông Trung Quốc
Sẻ thông Trung Quốc Hay còn gọi là Sẻ thông đầu xám (tên khoa học: Chloris sinica) là một loài chim trong họ Fringillidae.

## Phân loài
- Chloris sinica kawarahiba (Temminck) 1836
- Chloris sinica kittlitzi (Seebohm) 1890
- Chloris sinica minor (Temminck & Schlegel) 1848
- Chloris sinica sinica (Linnaeus) 1766
- Chloris sinica ussuriensis (Hartert) 1903

## Tham khảo

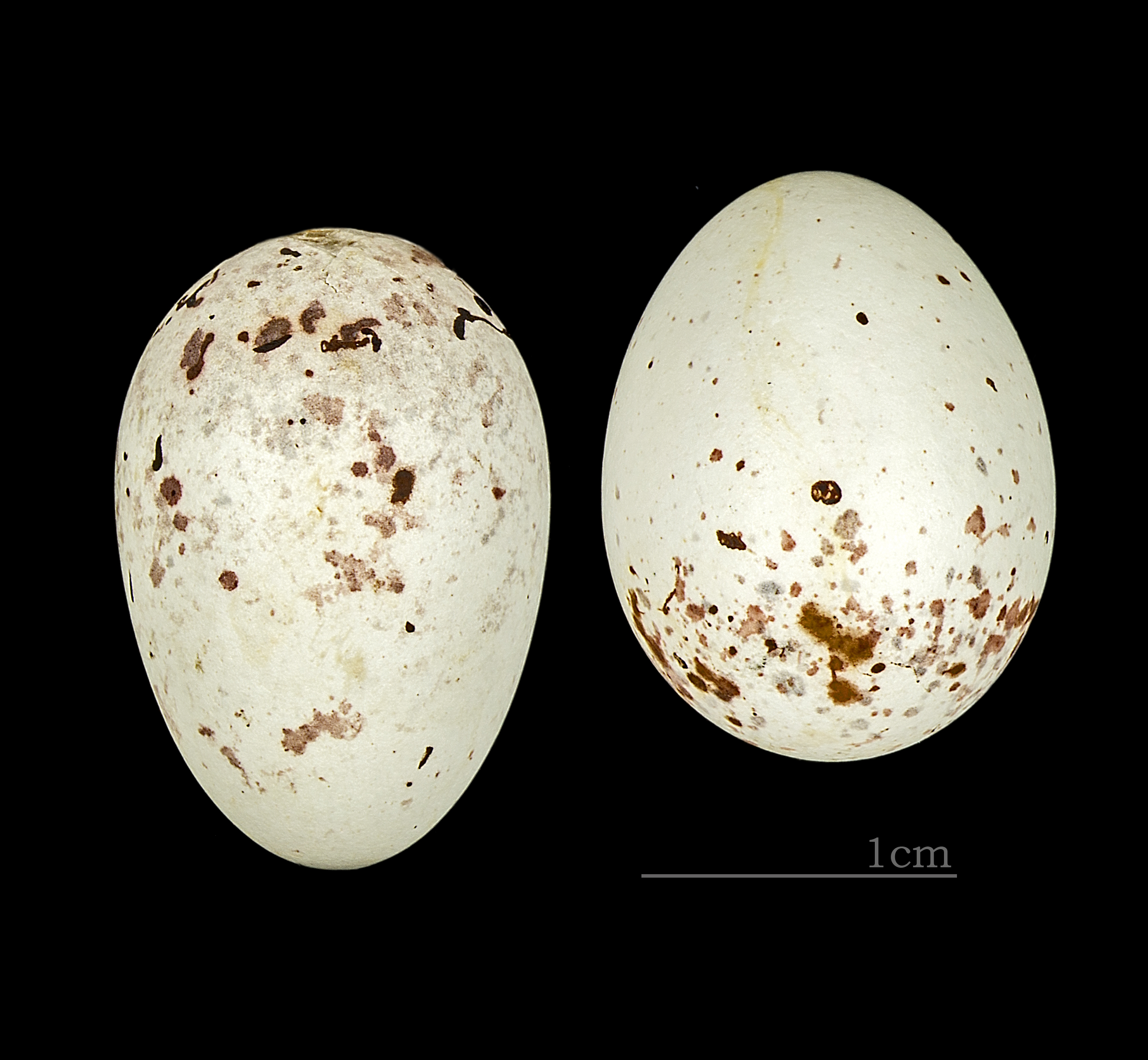
Trứng chim Chloris sinica